# بزرگراه وست ساید
بزرگراه وست ساید (انگلیسی: West Side Highway) با نام رسمی بزرگراه جو دی‌ماجیو (انگلیسی: Joe DiMaggio Highway) یک بزرگراه در شهر نیویورک، آمریکا است.
این بزرگراه که بخشی از مسیر ایالتی ۹ای نیویورک محسوب می‌شود و کنار رود هادسون واقع شده، در سال ۲۰۰۱ ساخته شده و دارای ۸٫۵۱ کیلومتر طول می‌باشد.

## نگارخانه

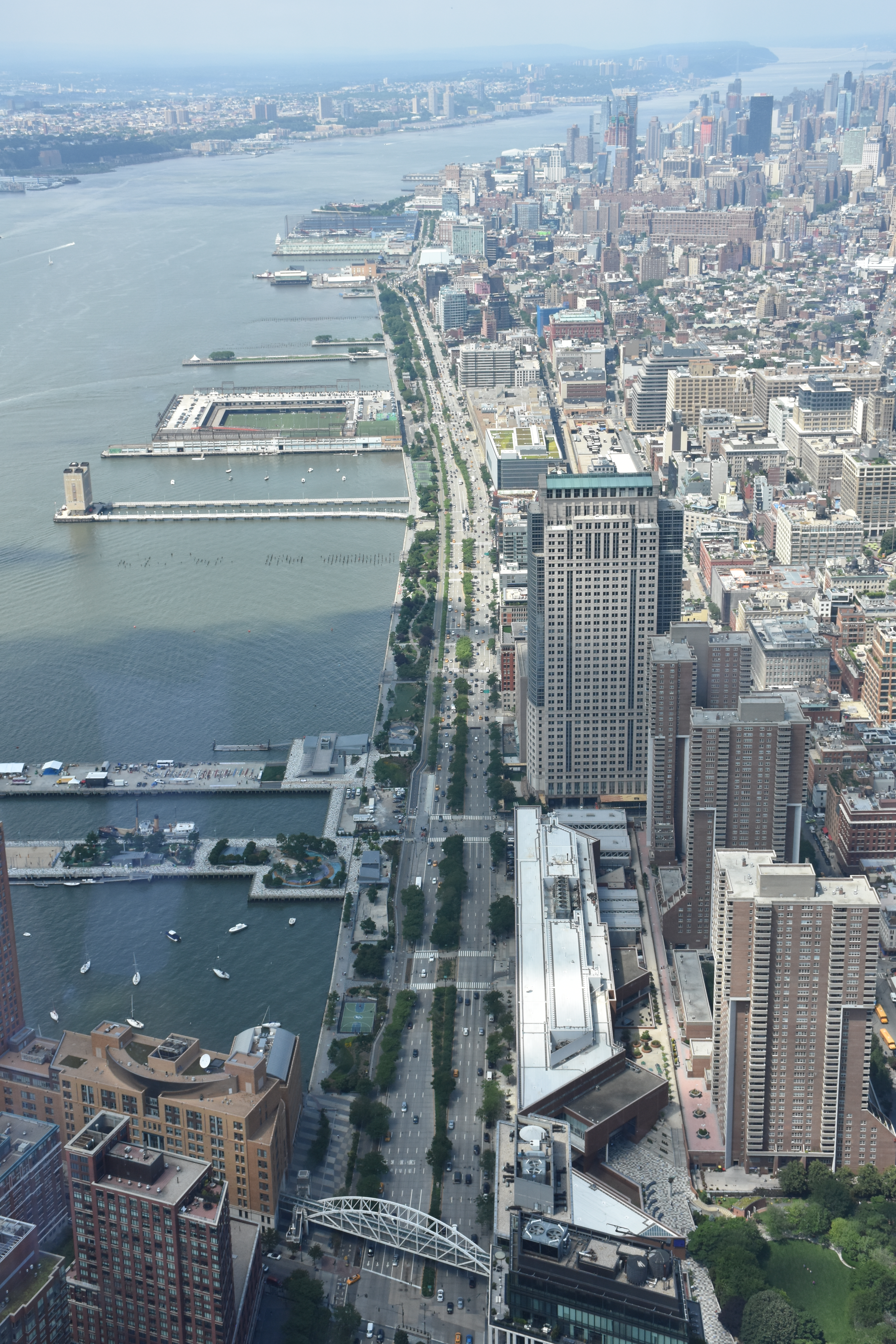
نمایی از بزرگراه
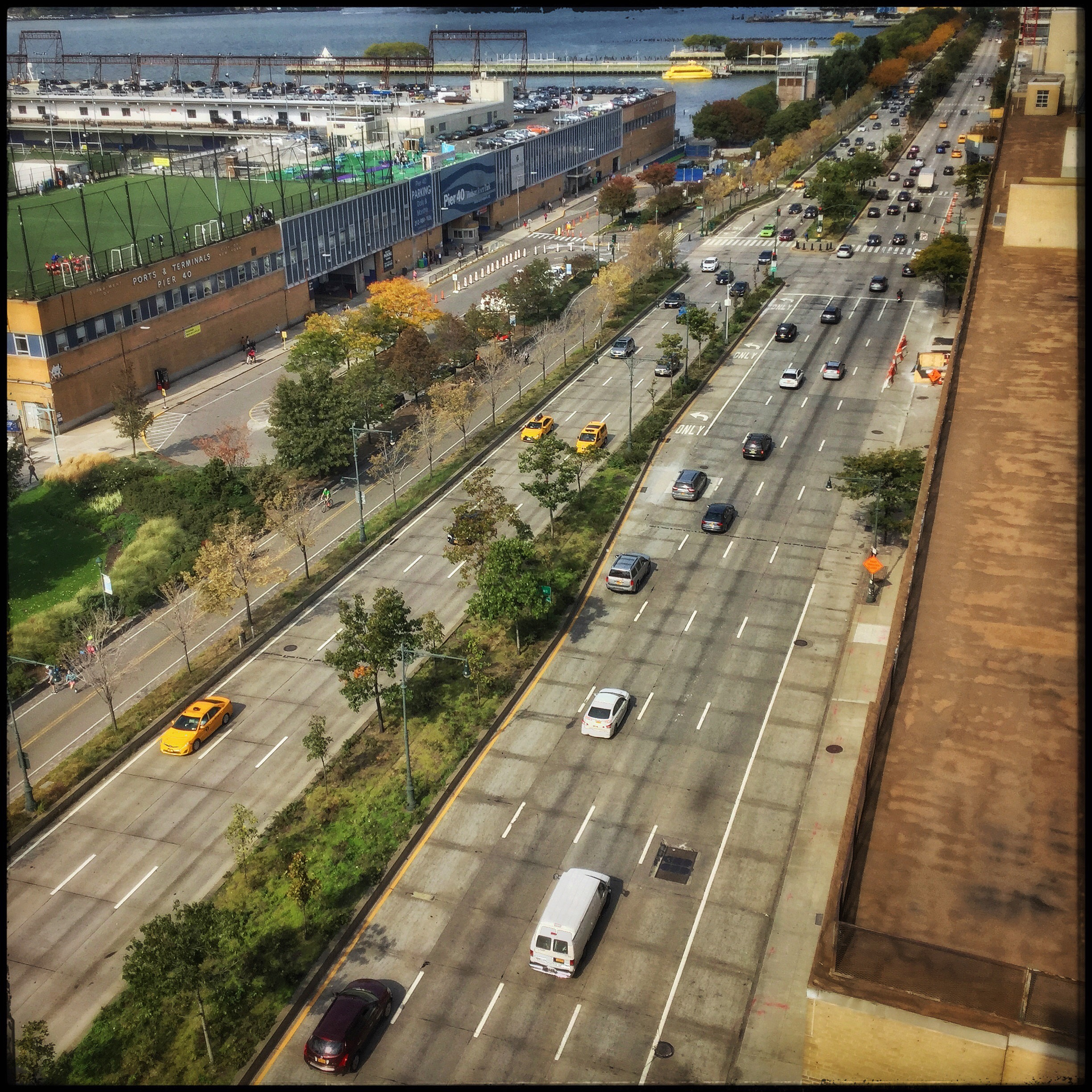
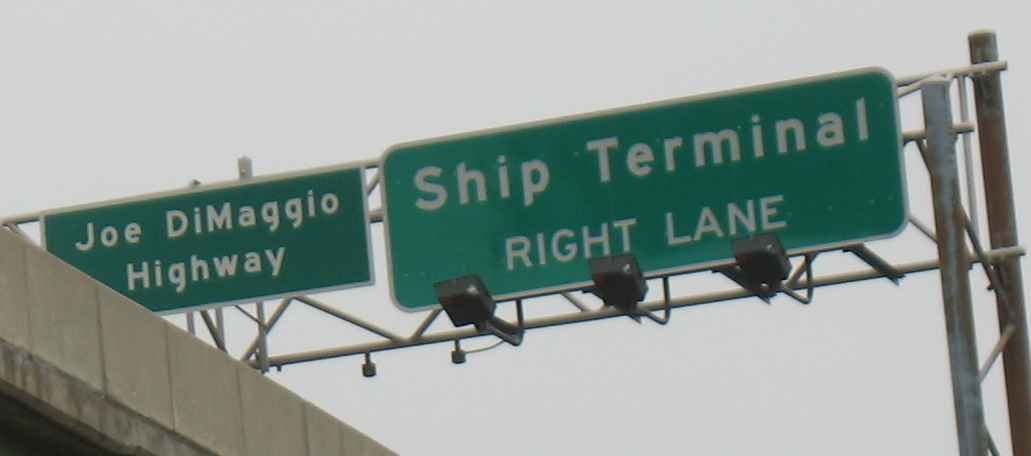